# Okresní volby 1935 (Československo)
Okresní volby 1935 byly volby do okresních zastupitelstev konané v roce 1935 v prvorepublikovém Československu.
Šlo o druhé okresní volby v ČSR. Odehrály se 26. května 1935, tedy týden po parlamentních volbách 1935. Současně s nimi probíhaly i volby do zemských zastupitelstev. Na rozdíl od  okresních voleb a zemských voleb roku 1928, které se konaly samostatně a měly svými výsledky (posílení levice) i výrazný vnitropolitický dopad, byly okresní a zemské volby roku 1935 konány takřka souběžně s parlamentními volbami, čímž jejich význam poklesl. O přiblížení termínu zemských a parlamentních voleb rozhodl zákon 270/1934 Sb. z. a n.